# Acorn Archimedes
Acorn Archimedes är en serie datorer baserade på 32-bitars RISC-processorer, tillverkade av det brittiska företaget Acorn Computers. De första modellerna, 300- och 400-serien, släpptes juni 1987.